# Omphaliaster ianthinocystis
Omphaliaster ianthinocystis är en svampart som först beskrevs av Rolf Singer, och fick sitt nu gällande namn av T.J. Baroni 1981. Omphaliaster ianthinocystis ingår i släktet Omphaliaster och familjen Tricholomataceae.   Inga underarter finns listade i Catalogue of Life.